# Synagoge (Ediger)

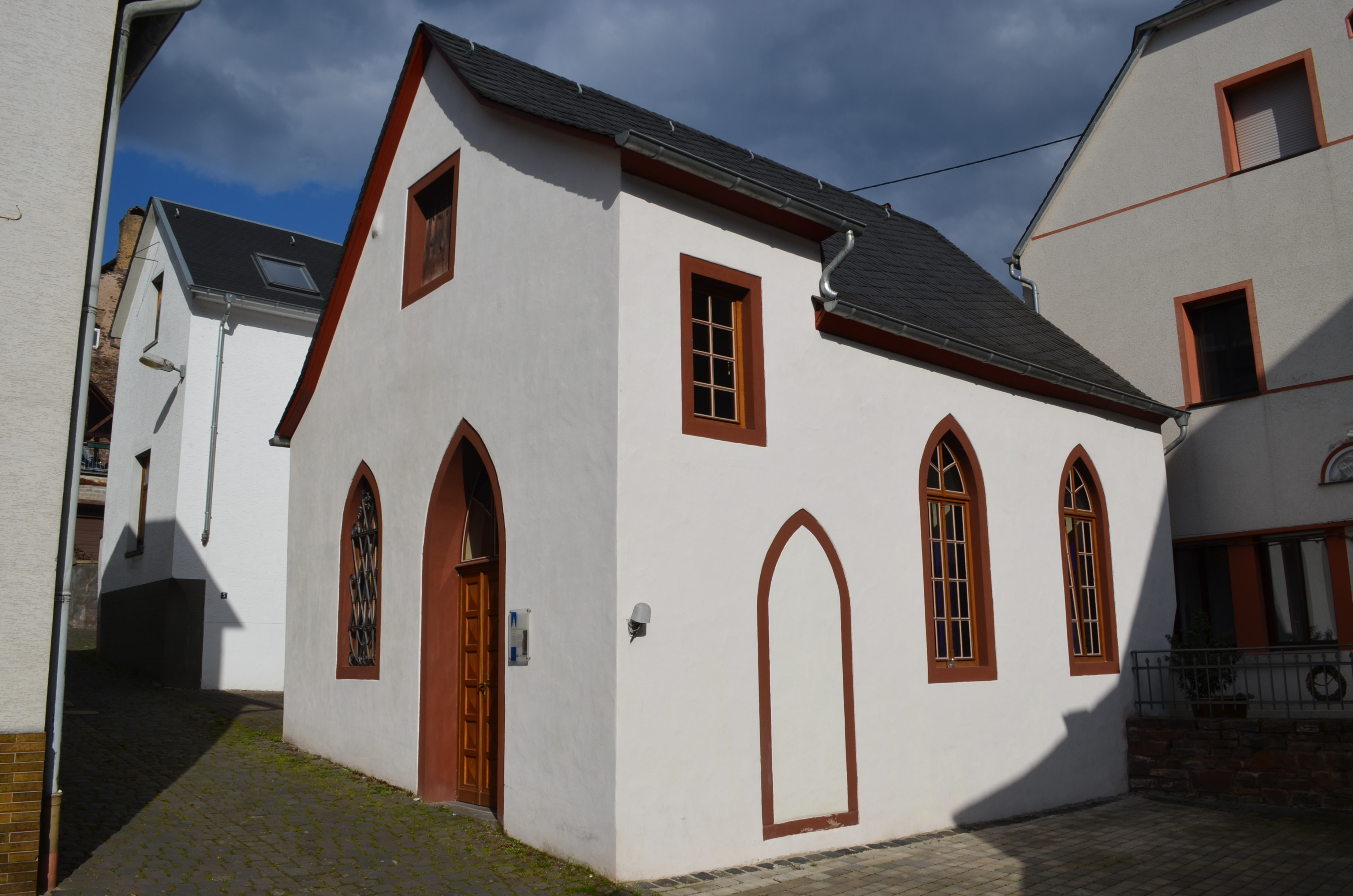
Synagoge in Ediger

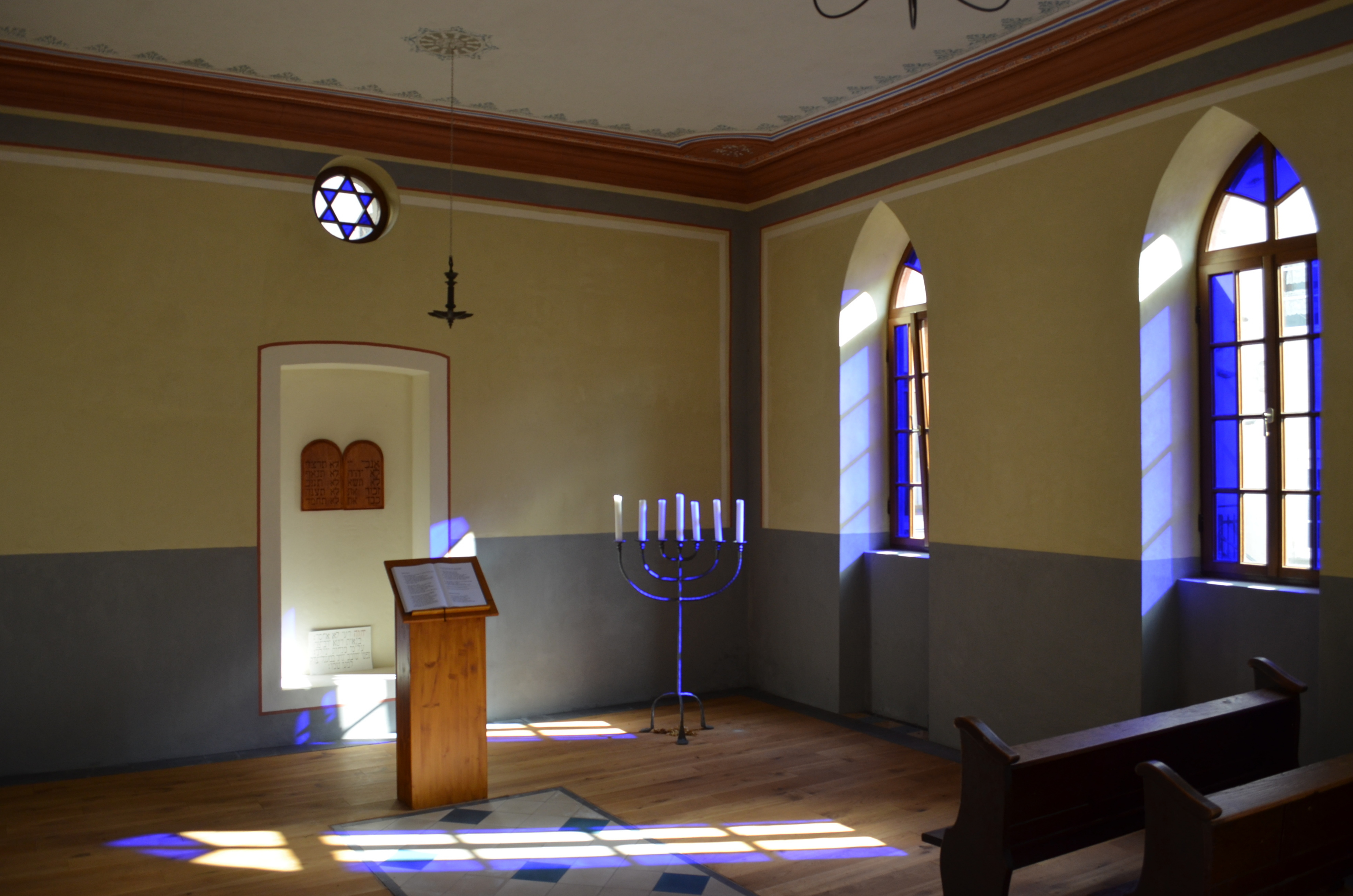
Innenansicht

Die Synagoge in Ediger, einem Teilort der Ortsgemeinde Ediger-Eller im Landkreis Cochem-Zell in Rheinland-Pfalz, wurde Mitte des 19. Jahrhunderts errichtet. Die profanierte Synagoge an der Rathausstraße, zwischen Nr. 3 und 5, ist ein geschütztes Kulturdenkmal.

## Geschichte
Der kleine Putzbau mit Spitzbogenöffnungen wurde im Stil der Neugotik unter Verwendung eines um 1500 entstandenen Hauses errichtet. Um 1880 wurde nachträglich eine Frauenempore eingebaut und straßenseitig ein neuer Zugang geschaffen. Aus dieser Zeit sind das bunt verglaste westliche Fenster, mit Adeleköpfen verzierte Fenstergitter und die Eingangstür erhalten. Beim Novemberpogrom 1938 wurden die Fenster der Synagoge eingeschlagen und der Betsaal verwüstet. Daraufhin wurde das Gebäude arisiert und als Wirtschaftsgebäude genutzt. Nach dem Verkauf an zwei neue Eigentümer in den 1950er Jahren wurde das Gebäude geteilt. Die moselseitige Hälfte wurde in den späten 1980er Jahren als Wohnung umgenutzt.
Im Jahre 1999 entstand der Bürgerverein Synagoge Ediger, der die ehemalige Synagoge 2002/03 erwarb und bis 2008 umfassend renovierte. Die ornamentale Decke wurde nach Farbresten wiederhergestellt sowie die bunt verglasten Fenster erneuert. In der Synagoge von Ediger wurde eine Genisa mit Fragmenten jüdischer Gebetbücher, illustrierten Schriften und Torawimpeln gefunden.
In der ehemaligen Synagoge, die heute Haus der Psalmen heißt, finden kulturelle Veranstaltungen statt.